# Charles Floquet
Pour les articles homonymes, voir Floquet.
Thomas Charles Floquet, né le 2 octobre 1828 à Saint-Jean-Pied-de-Port et mort le 19 janvier 1896 à Paris 7e, est un homme politique français.
Avocat au barreau de Paris, plusieurs fois député, préfet, sénateur, ministre et président du Conseil, le scandale de Panama dans lequel il est impliqué met un terme à sa carrière.

## Biographie
Fils de Pierre Charlemagne Floquet et Marie Léocadie Etcheverry, fille de Thomas Etcheverry, député-maire de Saint-Étienne-de-Baïgorry, et de Marthe Harismendy, Charles Floquet est, en 1848, élève de l'éphémère École d'administration.
Ennemi déclaré de l'Empire, républicain convaincu, il prend place au palais dans le groupe des opposants, avec Jules Ferry, Ferdinand Hérold, Anne-Charles Hérisson, Jean-Jules Clamageran, Dréo, Clément Laurier, Léon Gambetta. Militant aux côtés des républicains, il est impliqué, en 1863, dans le « procès des 13 » et condamné à une amende. Avec Garnier-Pagès, Lazare Carnot, treize républicains, qui s’étaient réunis chez Garnier-Pagès peu avant des élections à Paris sont arrêtés pour réunion non autorisée et condamnés à 500 francs d’amende.
Il existe une controverse concernant un épisode se déroulant au palais de Justice en juin 1867, le jour de la visite de l'empereur Alexandre II de Russie à l’occasion de l'Exposition universelle. Certains affirment que Charles Floquet a prononcé « Vive la Pologne » et ajouté « monsieur », qui était une sorte d’injure, mais Charles Floquet déclare n’avoir dit que « Vive la Pologne ! » : c’est Maurice Joly, avocat de Paris, de sa voix de stentor, qui cria, quand le tsar se retourna : « Oui, vive la Pologne, monsieur ! », incident qui manque de brouiller la France avec le tsar,.
En 1869, il épouse Hortense Kestner, née le 31 mai 1840 à Thann, morte en 1913 à Rueil-Malmaison, fille de Charles Kestner, chimiste, industriel et homme politique.
Il intervient dans de nombreux procès politiques, défendant notamment la famille de Victor Noir, partie civile, en 1870, dans le procès contre le prince Pierre Bonaparte. Nommé par le gouvernement de la Défense nationale, adjoint de la municipalité de Paris, dont Étienne Arago était maire, après la révolution du 4 septembre 1870, il est élu député par le département de la Seine le 8 février 1871 et vote contre l’acceptation des propositions de paix imposées par le gouvernement prussien, contre le transfert de la Chambre des députés à Versailles. Il démissionne, le 3 octobre 1870 pour se consacrer à la défense de la capitale. Lorsqu’éclate l’insurrection du 18 mars 1871, il tente, sans succès, des démarches de conciliation entre le gouvernement et les fédérés. Au mois de mai, délégué par la Ligue d'union républicaine auprès du congrès des municipalités convoqué à Bordeaux dans le but de tâcher d’arriver à mettre fin à la guerre civile, il est arrêté et détenu pendant vingt-sept jours.
Devenu conseiller municipal de Paris en 1872, puis président de ce même conseil en 1874, il est réélu député de Paris en 1876. Il siège à l'extrême gauche et entreprend une campagne pour l'amnistie des condamnés de la Commune. Député de Paris, faisant partie des 363 députés opposés en mai 1877 au gouvernement de Broglie, il est réélu en octobre 1877, puis en 1881. Il devient alors vice-président de la Chambre. Nommé préfet de la Seine en 1882, il abandonne son mandat de député, mais quitte la préfecture au mois d'août, le gouvernement refusant de créer une mairie de Paris.

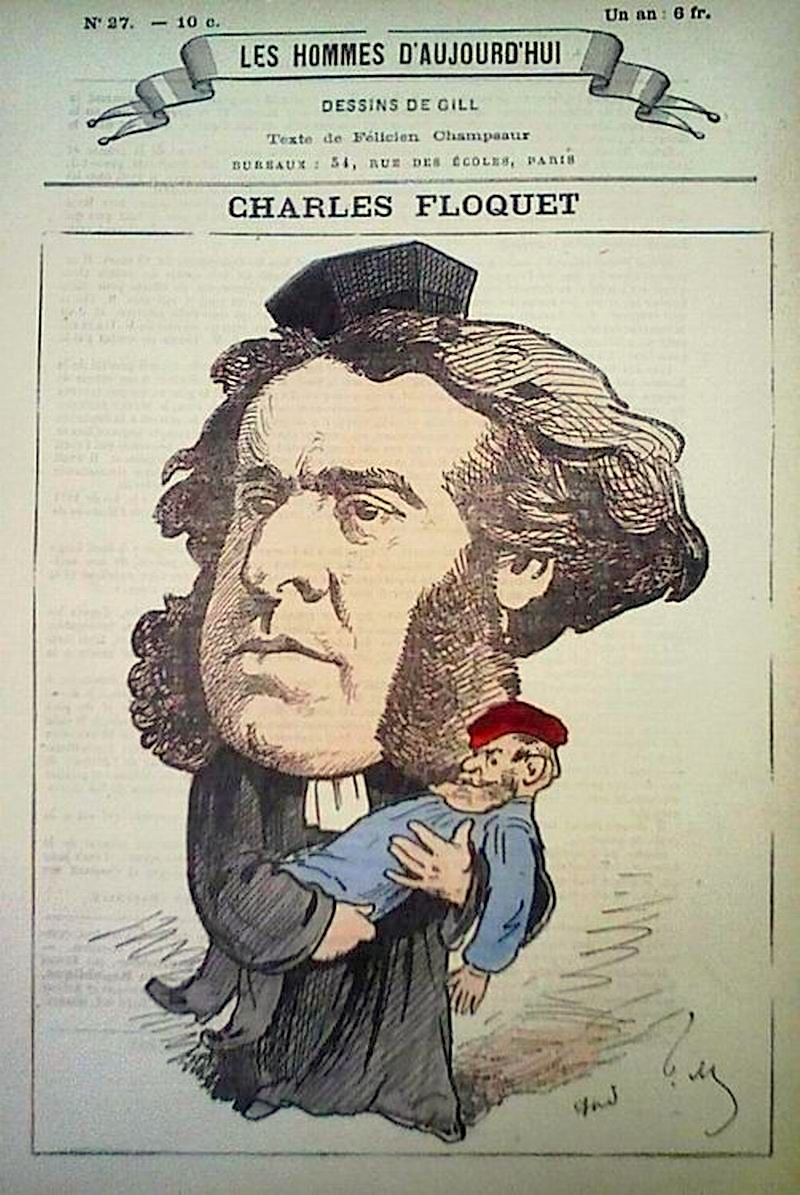
Caricature de Charles Floquet par André Gill (1879), Les Hommes d'aujourd'hui, no 27.

Réélu aussitôt à Perpignan, Charles Floquet siège parmi les radicaux. Il se fait remarquer par ses propos demandant d'interdire à toutes les familles ayant régné sur la France de séjourner sur le territoire national en janvier 1883. Président de la Chambre en avril 1885, le député de Perpignan joue un rôle d'arbitrage, sa candidature à la présidence étant envisagée. Il est réélu à la fin de l'année. Il conserve son siège aux élections de 1887. Lors du succès du boulangisme qui entraine la chute du cabinet Tirard, il est chargé de constituer un nouveau ministère. En avril 1888, le nouveau président du Conseil a fort à faire avec le général Boulanger. Il s'oppose à ses propositions. Le 12 juillet, après un vif échange, les deux hommes s'affrontent en duel. Floquet, sexagénaire, provoque l'étonnement en blessant son adversaire[Comment ?]. Poursuivant sa lutte, il obtient notamment, le 13 février 1889 le rétablissement du scrutin d'arrondissement, moins favorable à ses adversaires : c'est la loi du 13 février 1889.
Mais la Chambre, où les opposants hostiles au révisionnisme se regroupent autour des boulangistes et des conservateurs, vote le lendemain l'ajournement de la révision constitutionnelle, et le gouvernement Floquet doit démissionner.
Réélu député de Paris en 1889, il retrouve la présidence de la Chambre à la fin de l'année et la conserve jusqu'en janvier 1893, date à laquelle il doit démissionner en raison de son implication dans le scandale de Panama qui dévoile qu'il a reçu 300 000 francs de pot-de-vin. Cette somme, correspondant aux fonds de publicité de la Compagnie universelle du canal interocéanique de Panama, est distribuée à cinq journalistes,. Aux élections législatives d'août-septembre 1893, il est battu à Paris par l'ouvrier socialiste Pascal Faberot.

Il termine sa carrière politique comme sénateur de la Seine, de 1894 à 1896. Il meurt des suites d’une congestion pulmonaire qu'il avait saisi six jours plus tôt, et dont n’avaient pu venir à bout les soins des docteurs Gilles de la Tourette, Milliard et Delbet, appelés à son chevet. L'annonce de sa mort inspire à Arthur Ranc les paroles suivantes : 

« Charles Floquet a su ce que c'était que l'ingratitude des partis. Ce citoyen probe, ce vaillant républicain, ne fut pas épargné par la calomnie et la basse injure. Ce fut pour lui une cruelle amertume. Il put voir alors s'étaler dans leur plein de férocité des pharisiens de la vertu et l'hypocrisie des cœurs lâches. »

## Postérité

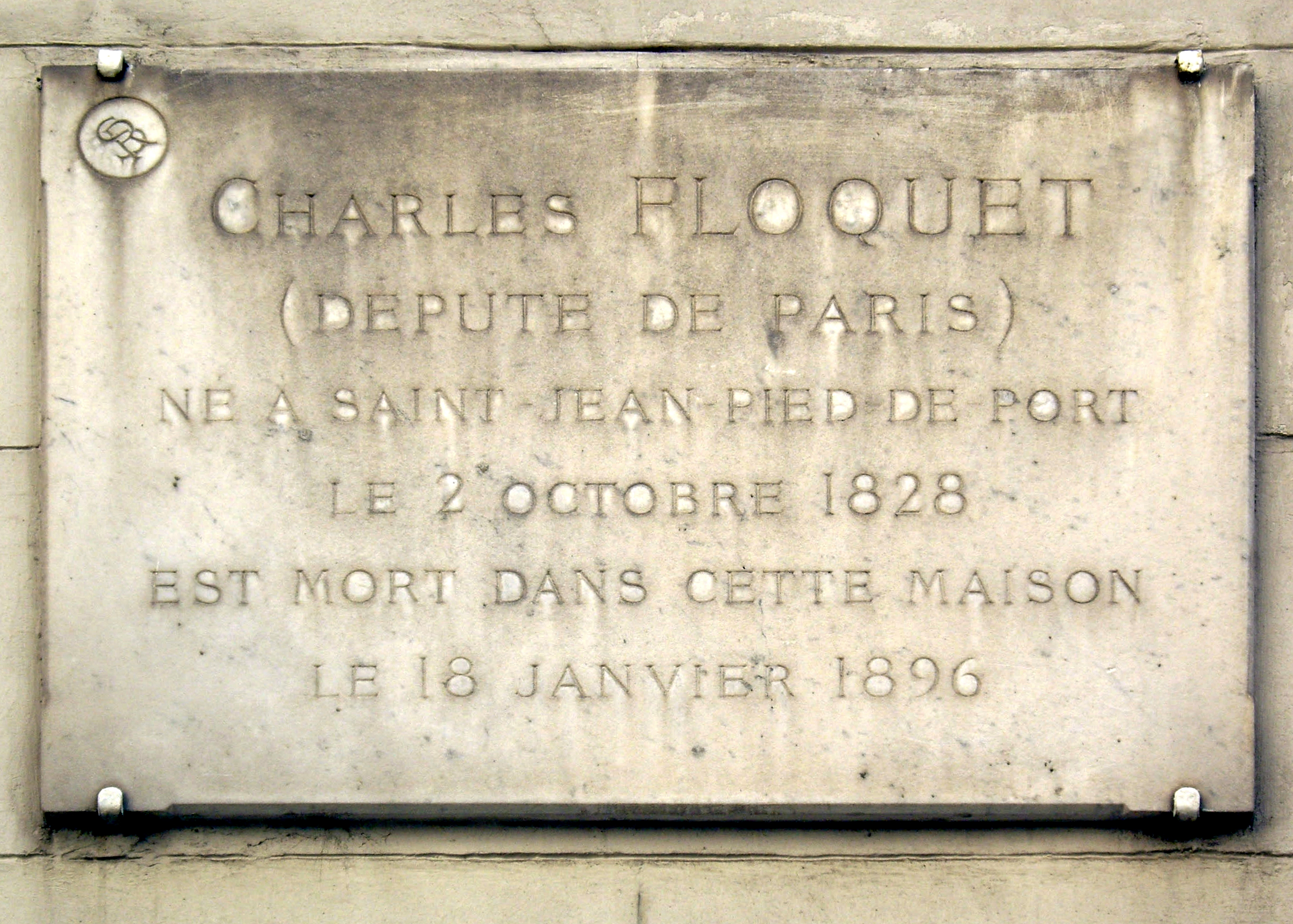
Plaque en mémoire de Charles Floquet apposée sur son domicile parisien au no 19 de la rue de Lille.

En communion avec ses idées politiques, Jules Dalou réalise un monument à sa mémoire au cimetière du Père-Lachaise (division 66) en 1899.
Les papiers personnels de Charles Floquet sont conservés aux Archives nationales, sur le site de Pierrefitte-sur-Seine, sous la cote 49AP : Inventaire du fonds 49AP.
La médaille de Floquet comme député de la Seine pendant la législature de 1881 est conservée au musée Carnavalet (ND 4404). Lors de son ouverture en 1907, une avenue contre-allée du Champ-de-Mars (7e arrondissement de Paris) est baptisée « avenue Charles-Floquet ».
Il existe de même une voie portant son nom à Biarritz, au Blanc-Mesnil et à Rueil-Malmaison.